# ألفي إغان
ألفي إغان (بالإنجليزية: Alfie Egan)‏ هو لاعب كرة قدم بريطاني في مركز الوسط، ولد في 3 سبتمبر 1997 في لامبيث في المملكة المتحدة. لعب مع ساتون يونايتد.

## وصلات خارجية
- ألفي إغان على موقع قاعدة بيانات كرة القدم.إي يو (الإنجليزية)
- ألفي إغان على موقع Soccerbase.com (لاعب) (الإنجليزية)